# Bassreflex-Gehäuse

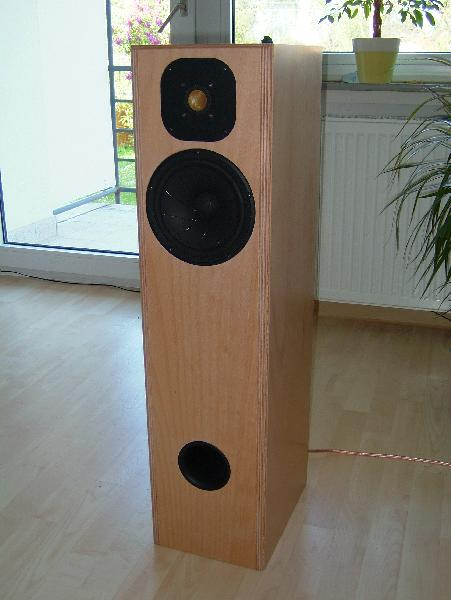
Bassreflexgehäuse einer typischen Zweiwege-Box mit Rohröffnung (unten)

Bassreflex-Gehäuse sind eine spezielle Form von Lautsprechergehäusen für Tiefton-Lautsprecher und Subwoofer. Bei einer solchen Box ist das Gehäuse nicht geschlossen, sondern mit einer Öffnung – dem Bassreflexkanal – versehen. Der vom Lautsprecher nach vorne (siehe Foto), rückwärtig oder nach unten abgestrahlte Schallanteil wird genutzt, um die Basswiedergabe zu „verstärken“. Der Kanal dient dabei im Zusammenwirken mit dem Innenvolumen als Resonator und erhöht den Wirkungsgrad der Box im Bereich der Einbau-Resonanzfrequenz des Lautsprechers.

## Zielsetzung
Wie auch bei Transmissionlines oder backloaded Hornlautsprecher-Gehäusen, wird hier der rückwärtig abgestrahlte Schallanteil eines Lautsprechers – im Zusammenhang meist als Chassis bezeichnet – genutzt, um die Wiedergabe im für das menschliche Ohr relevanten Tieftonbereich zu erhöhen. Einfacher ausgedrückt bietet eine Box dieser Bauart „mehr Bass“. Tatsächlich erhöht sie den Schalldruck bei der Chassis-Resonanzfrequenz auf Kosten weit darunter liegender Frequenzen; es hängt somit von den Parametern des jeweiligen Lautsprechers ab, wie weit ein derartiger Einsatz sinnvoll ist.

## Resonanzabstimmung
Die Abstimmung der Resonanz erfolgt durch die Länge bzw. die Querschnittsfläche des Kanals (die Schwingungen von der Rückseite der Membran des Lautsprechers werden auf die kompressible Luftmasse im Gehäuse übertragen, welche als Feder wirkt und zusammen mit der Masse der Luft im Kanal einen Resonator bildet).
Meist durch Längenänderung des Bassreflexrohres kann eine Anpassung an die so genannten Thiele-Small-Parameter des Lautsprechers und an das Gehäusevolumen vorgenommen werden.
Die Abstimmung kann durch Experimente, mathematische Näherungsformeln (Abstimmung nach William John Joseph Hoge) oder mit Hilfe von Computersimulationen erfolgen. Bei der Simulation werden so genannte Ersatzschaltbilder verwendet. Das Ziel ist ein möglichst linearer Frequenzgang bis zur unteren Grenzfrequenz und eine Verringerung des Membranhubs bei tiefen Frequenzen.
Die Verwendung von Bassreflex-Gehäusen (kurz: BR-Gehäusen) ermöglicht es, Lautsprecher (auch Chassis oder Treiber genannt) mit im Bezug auf die Größe ihrer Schallwandöffnung relativ starken elektrodynamischen Antrieben zu nutzen. Derartige Lautsprecher haben in geschlossenen Systemen einen geringen Wirkungsgrad bei tiefen Frequenzen im Bereich der Einbauresonanzfrequenz.
Die durch das BR-Gehäuse und den Kanal festgelegte sogenannte Abstimmfrequenz kompensiert den schwachen Wirkungsgrad im Bereich tiefer Frequenzen – der Lautsprecher erzeugt bei gleicher Auslenkung der Membran eine höhere Schallintensität. Hierdurch werden Systeme mit höherem Wirkungsgrad bei gleichzeitig tieferer Grenzfrequenz als bei gleich großen geschlossenen Gehäusen ermöglicht.

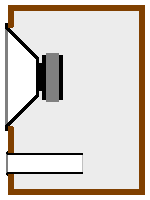
Einfach ventiliertes Bassreflex-Gehäuse

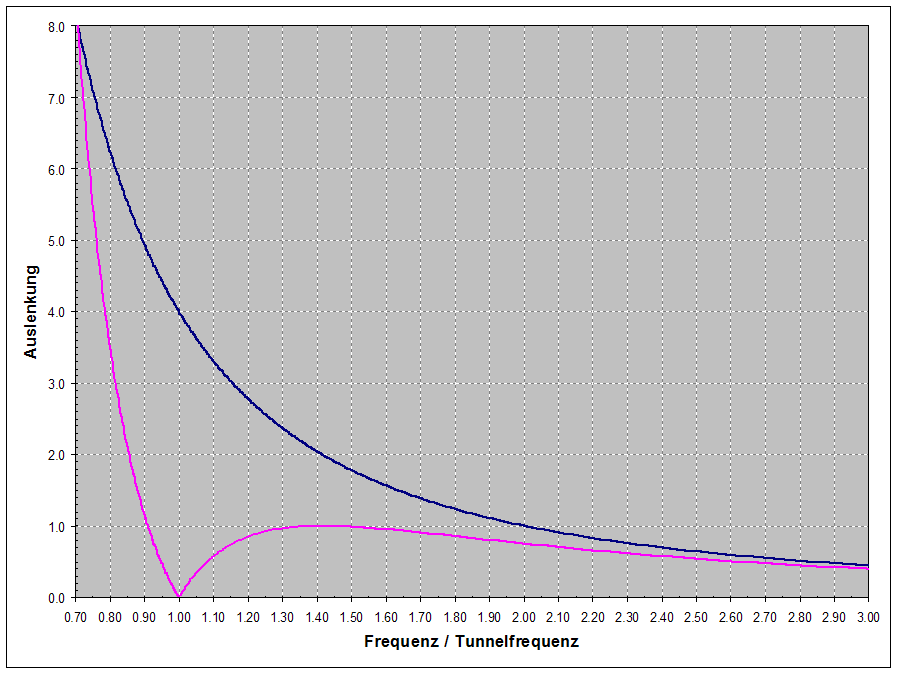
Membranhub geschlossener (blau) und einfach ventilierter Gehäuse (violett) bei konstantem Freifeld-Schalldruck

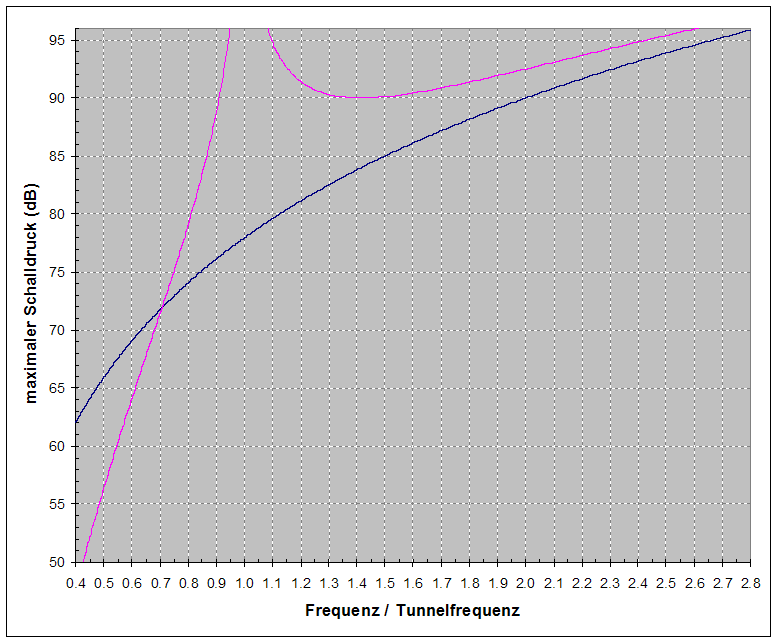
Maximaler Schalldruck eines geschlossenen (blau) und eines einfach ventilierten Gehäuses bei konstanter Membranauslenkung: Deutlich ist der unterstützte Arbeitsbereich (Peak außerhalb der Grafik) und der darunter folgende steile Abfall des ventilierten Systems zu sehen

Der Wirkungsbereich des Resonators liegt im Bereich von etwa 0,75 *fb … 2 *fb, in diesem Bereich wird der maximale Schalldruckpegel um mindestens 2,5 dB verbessert.
Im Bereich zwischen 0,75 *fb und 0,9 *fb wird der Membranhub zwar verringert, er liegt dort aber trotzdem immer noch sehr hoch, so dass als optimaler Arbeitsbereich Frequenzen oberhalb 0,9 *fb angesehen werden können.
Asymptotisches Verhalten: 12 dB/oct unterhalb der Resonanzfrequenz, 12 dB/oct unterhalb der Tunnelresonanzfrequenz, 24 dB/oct, wenn beides zutrifft.

## Berechnung des Reflexkanales
Die allgemeine Formel zur Berechnung von Helmholtz-Resonator-Kanälen mit kreisförmigem Querschnitt bei angenommenem Innendurchmesser d des Rohres lautet für dessen Länge l (jeweils in cm):
{\displaystyle l={\frac {23400\ {\cdot }\ d^{2}}{f^{2}\ {\cdot }\ V_{\text{B}}}}-0{,}8\cdot d}
f steht für die gewünschte Abstimmfrequenz (in Hertz), und VB für das effektive Netto-Innenvolumen des Gehäuses (in Litern). Der Term „−0,8·d“ ist die sog. Mündungskorrektur (siehe Endkorrektur der Resonatorlänge).
Bei BR-Boxen wird normalerweise eine Gehäusegüte Qtc = 0,707 angestrebt (Butterworth-Charakteristik: optimale Balance zwischen Frequenzgang und Sprungantwort). Das entsprechende Innenvolumen ergibt sich aus der Gesamtgüte Qts des eingesetzten Chassis und seinem Äquivalentvolumen Vas (in Litern):
{\displaystyle V_{\text{B}}=11\ {\cdot }\ V_{\text{as}}\ {\cdot }\ {Q_{\text{ts}}}^{\!\!\!2{,}87}}
Die Kanallänge l (in cm) wird hier bei einer angenommenen Querschnittsfläche Af (in cm²) auch über die Resonanzfrequenz fs des Chassis ermittelt:
{\displaystyle l={\frac {{Q_{\text{ts}}}^{1{,}8}\ {\cdot }\ A_{\text{f}}\ {\cdot }\ 168939}{{f_{\text{s}}}^{2}\ {\cdot }\ V_{\text{B}}}}-0{,}88\cdot {\sqrt {A_{\text{f}}}}}
Die Ansteuerungsart der Lautsprecherbox beeinflusst jedoch das Ergebnis, da sich Qts aus der elektrischen Güte Qes und der mechanischen Güte Qms des Chassis ergibt:
{\displaystyle Q_{\text{ts}}={\frac {1}{{\frac {1}{Q_{\text{es}}}}+{\frac {1}{Q_{\text{ms}}}}}}}
Bei Einsatz einer passiven Lautsprecherweiche z. B. addieren sich deren Innenwiderstand und der Chassiswiderstand Re zu RSum (jeweils in Ohm), wodurch sich Qes folgendermaßen verändert:
{\displaystyle Q_{\text{es*}}={\frac {{Q_{\text{es}}}\ {\cdot }\ {R_{\text{Sum}}}}{R_{\text{e}}}}}
Was für die obige BR-Kanal-Längenberechnung bedeutet, dass letztlich Qts durch Qts* ersetzt werden muss; zusammengefasst also durch:
{\displaystyle Q_{\text{ts*}}={\frac {{Q_{\text{es}}}\ {\cdot }\ {Q_{\text{ms}}}\ {\cdot }\ {R_{\text{Sum}}}}{{Q_{\text{es}}}{\cdot }{R_{\text{Sum}}}\ +\ {Q_{\text{ms}}}{\cdot }{R_{\text{e}}}}}}
Diese Korrektur gilt in erster Linie für Passivlautsprecher. Bei aktiver Ansteuerung (= keine weiteren Bauteile zwischen Verstärker-Endstufe und Chassis) wirkt hier nur der Ausgangswiderstand des Verstärkers, welcher bei gängigen Transistorendstufen wenig Einfluss hat – im Unterschied allerdings zu Röhrenverstärkern.
Grundsätzlich können BR-Kanäle beliebige Querschnittsformen aufweisen und auch gekrümmt, abgeknickt etc. sein. Zu kleine oder zu schmale Kanäle bewirken jedoch Luftverwirbelungen (Pfeifgeräusche), während zu große Kanäle u. a. für höhere, von der Membranrückseite des Chassis abgestrahlte Frequenzen hörbar „durchlässig“ werden. Es können auch mehrere Kanäle zum Einsatz kommen. Solange sie identische Abmessungen aufweisen, gilt für ihre jeweilige Länge ebenfalls die obige BR-Kanal-Formel: Nur die Variable d muss dann durch d ∙√n ersetzt werden, wobei n für die Anzahl der Kanäle steht. Eine Geschwindigkeit der im Kanal schwingenden Luft bis 55 m/s (0,16 cLuft) gilt als unkritisch, weshalb der Querschnitt des Kanals im Verhältnis zu Lautsprecherdurchmesser und - hub nicht zu klein sein sollte (überschlägig gilt: Rohrdurchmesser = 1/3 des Lautsprecherdurchmessers bis Kanalquerschnittsfläche = 1/5 der Membranfläche).
Zu beachten ist, dass VB (wie zu Eingang dieses Abschnittes erwähnt) das effektive Netto-Innenvolumen des Gehäuses bezeichnet. Dies bedeutet einerseits, dass das Volumen von eingelagerten Frequenzweichen und hineinragenden Chassismagneten bei der Bemessung der Gehäusegröße ebenso abgezogen werden muss wie jenes des BR-Kanales selbst. Andererseits bewirkt eingebrachtes Dämpfungsmaterial – je nach Menge und Beschaffenheit – eine virtuelle Vergrößerung von VB um rund 10 bis 30 %.

## Aufbau der Box

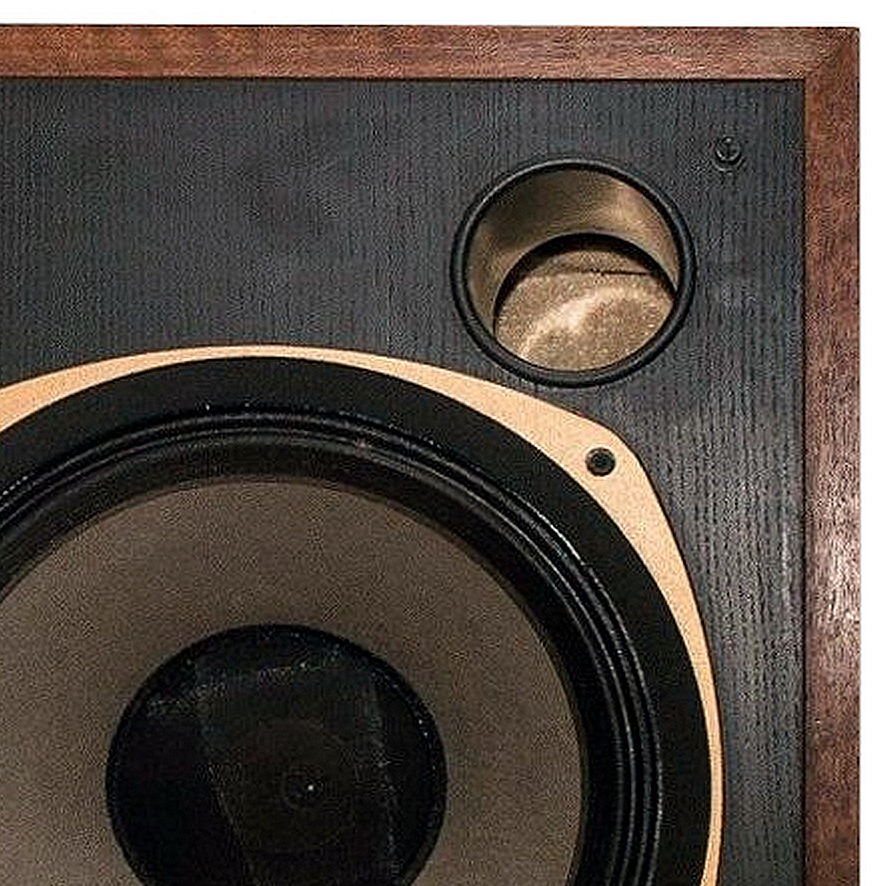
Rechts oben befindet sich bei diesem Zweiwege-Lautsprecher mit 30-cm-Basstreiber die Bassreflex-Öffnung. Am hinteren Ende des Bassreflexrohrs ist das Dämpfungsmaterial im Inneren der Box zu erkennen, wobei das Rohrende deutlich sichtbar etwas vor dem Dämpfungsmaterial endet bzw. freiliegt.

Günstig ist, den Bereich um die Mündungen der Bassreflexkanäle von Dämpfungsmaterial frei zu halten, um das ungehinderte Zirkulieren der Luft in den Kanälen zu ermöglichen. Auch sollte die Rohrmündung deshalb mindestens um das Maß des Innendurchmessers von Hindernissen, z. B. der Gehäuserückwand, entfernt sein.
Erfahrungen zeigten, dass es im Allgemeinen günstig ist, die äußere Mündung des BR-Kanals möglichst weit weg vom Tieftonlautsprecher (in etwa so, wie auf dem obersten Bild zu sehen) anzubringen. Bei einer Anbringung an der Gehäuserückwand etc. besteht der Vorteil in einer geringeren Hörbarkeit von Strömungsgeräuschen, Rohrresonanzen und hindurchdringenden höheren Frequenzanteilen. Jedoch ist hier bei wandnaher Aufstellung der Einfluss der Wand, an der die Box steht, zu beachten.

## Vorteile
- Deutlich höherer Schalldruckpegel (bis zu 13,5 dB) im Bereich der untersten Oktave möglich, bzw.
- Erweiterung der Leistungsbandbreite um 1,1 Oktaven (Faktor 2,2)
- Kräftigere Basswiedergabe bei Chassis mit stärkeren Antrieben, deren Frequenzgang sonst durch Gegeninduktion aufgrund großer Auslenkung frühzeitig absinkt.
- verschiedene Abstimmvarianten (Hoge, Thiele/Small, Novak, Bullock, …); Frequenzgang und Gehäusegröße bei gegebenem Chassis und Raumverhältnissen vielfältig gestaltbar.
- deutlich geringere Auslenkung der Membran bei gleichem Schallpegel.

## Nachteile
- Größere Gruppenlaufzeit bzw. schlechtere Impulstreue im Bereich der Resonanzfrequenz
- Steilerer Abfall der Übertragungsfunktion unterhalb der unteren Grenzfrequenz
- Wenn das Chassis Frequenzen, deren Wellenlänge im Bereich des Tunnels (Bassreflexrohr) liegt, überträgt, kommt es zu Tunnelresonanzen. Dieses Problem tritt bei praktisch allen Bassreflexboxen auf, die mit dem gleichen Lautsprecher auch mittlere Frequenzen wiedergeben. Auch störende Gehäuse-Innenresonanzen können durch das Baßreflexrohr nach außen dringen.
- Bei unzureichender Dimensionierung des Tunnels kommt es durch hohe Geschwindigkeiten der Luft im Tunnel zu störenden Strömungsgeräuschen, und aufgrund von Reibung der Luft an den Tunnelwänden und Verwirbelungen zu einem Nachlassen der Effektivität des Baßreflexkanals.
- Bei Abstrahlung von Schall unterhalb der Resonanzfrequenz des Gesamtsystems kommt es infolge fehlender Federsteifheit des Luftpolsters zu übergroßen Membranauslenkungen bei gleichzeitiger Auslöschung von Schall der Lautsprecher- und Tunnelseite (akustischer Kurzschluss). Die große Auslenkung führt zu nichtlinearen Verzerrungen und Intermodulation, beim Anschlagen der Schwingspule auf den Magneten sogar zu Schäden am Lautsprecher.

- Bei Aktivlautsprechern:
  - Die Tunnelresonanzfrequenz legt den Leistungsfrequenzgang fest, bei festgelegter unterer Leistungsbandbreite berechnet sich diese zu {\displaystyle 1{,}1\cdot f_{\min }}.
  - Aktivlautsprecher baut man meist kleiner als Passivlautsprecher und entzerrt dann nachträglich elektronisch den Frequenzgang.

Diese elektronische Entzerrung beinhaltet praktisch immer einen Schutzfilter 2. bis 4. Ordnung vor Frequenzen unterhalb {\displaystyle f_{\min }}. Solche Filtersteilheiten sind mit passiven Filtern (Lautsprecherweichen in Passivboxen) kaum zu realisieren bzw. sind zu materialintensiv.
Die Reduktion des Gehäusevolumens ist limitiert durch die im Tieftonbereich erforderliche höhere elektrische Leistung – es muss weiterhin gewährleistet sein, dass die mechanische Übersteuerung vor der elektrischen Überlastung auftritt. Weiterhin darf der Resonatortunnel nicht zu lang werden (Richtwert ~1/Vs).